# Joe Petrali
Joe Petrali (22 février 1904 - 10 novembre 1973) était un champion de moto, également connu comme « Smokin’ Joe », le surnom le plus souvent utilisé par ses amis. Il est considéré comme étant l'un des plus exceptionnel pilote de moto du milieu des années 1920-1930. Petrali était une vedette parmi les meilleurs ayant participé au courses sur piste, dirt track, hill-climbing et records de vitesse. Il remporta son 49e et dernier titre en championnat national AMA le 29 août 1937, un record qui ne fut battu que 55 ans plus tard, en 1992, lorsque Scott Parker remporta son 50e titre AMA.

## Biographie

### Jeunesse
D'origine sicilienne, Petrali est né à San Francisco le 22 février 1904, bien que son acte de naissance ait été perdu lors du grand tremblement de terre survenu en 1906. Petrali découvrit ce fait bien plus tard lorsque Hughes Aircraft l'embaucha et qu'il avait besoin d'une autorisation de sécurité. La famille Petrali avait échappé de peu au désastre de San Francisco en déménageant à Sacramento, quelques mois seulement avant le séisme. Le jeune Petrali devint fasciné par les motos lorsqu'un garçon plus âgé de son quartier, Dewey Houghton, acheta une Flanders IV. Lors d'un entretien, Petrali souria en se rappelant que la Flanders ne s'appelait pas IV parce qu'elle avait quatre cylindres, mais qu'elle ne produisait que quatre petits chevaux. Houghton fit rouler Petrali sur sa moto pendant des années. À l’âge de 12 ans, Petrali était aux commandes et Houghton surveillait depuis le siège passager. Continuant à proposer à Petrali de faire un trajet seul, celui-ci refusait systématiquement. Un jour finalement, Petrali se lança et Houghton se contenta de le regarder s'éloigner tout seul. Après avoir surmonté le choc initial de la conduite en solo, Petrali arpenta fièrement les rues de son quartier jusqu'à ce que la moto soit à court d'essence. Petrali ayant grandi à quelques pâtés de maisons du parc des expositions de Sacramento, avec les enfants du quartier il allait enlever quelques planches de la clôture entourant l'ovale du kilomètre quand ils savait qu'une course allait se dérouler en ville. Petrali aimait regarder les stars de la catégorie A (motos d'usine avec soit moteur à soupapes latérales très largement modifiés, moteurs huit soupapes ou moteur à OHC à arbre à cames en tête)  des années 1910. Il se souvenait très bien de la Cyclone jaune vif monté par Don Johns et était particulièrement impressionné par Charles « Fearless » Balke (« l'intrépide ») qui portait un pantalon de cuir et des jambières pour ne pas se brûler les jambes. Balke laissa une impression si durable sur le jeune homme que Petrali porta lui aussi des pantalons et des jambières en cuir tout au long de sa carrière.
Dès que quelqu'un l'engageait, Petrali avait hâte de travailler sur des motos. Il trouva un emploi d'été en tant que laveur de pièces dans un magasin de motos de Sacramento appartenant à Archie Rife. Là-bas, Petrali commença à apprendre les techniques mécaniques qui lui permettraient de bien gagner sa vie pour le reste de sa vie. À l'âge de 13 ans, il économisa assez d'argent pour acheter sa première moto, une Indian Standard de 30,50 ci3 (500 cm3) vieille de 4 ans qu'il paya 35 $.

### Premières courses
Son premier contact avec la concurrence eu lieu un an plus tard, lorsque à 14 ans il participa à une course économique organisée au California State Fairgrounds de Sacramento par le club de moto local. À l'époque, les clubs organisaient des courses économiques, jugées par classe, puis les résultats du district étaient compilés pour déterminer le vainqueur national de chaque catégorie. Joe récupéra un gallon d’essence, fit sceller le réservoir de sa moto par un responsable et parti. « Je ne pesais que 36 kilos, alors je me suis couché, roulant toute la journée au ralenti. J'ai parcouru 176 kilomètres avec ce gallon d'essence et j'ai remporté la classe économique nationale des motos de 30,50 pouces cubes », aimait-il rappeler. Première épreuve, première victoire nationale. Petrali a ensuite participé et remporté plusieurs courses d'endurance. Dans une course particulièrement célèbre, lui et son patron, Archie Rife, prirent part à un marathon dans lequel ils se relayèrent pendant trois jours et quatre nuits. Finalement, les officiels, épuisés, stoppèrent la course après que tous les autres coureurs se soient désistés depuis longtemps. Ils décidèrent que Petrali et Rife était à égalité, établissant également un record. Cette course est considérée comme ce qui lia Petrali et son patron Archie Rife .

### Période Indian
Son premier grand exploit arriva en 1921 lors d'une course de championnat de la côte Pacifique à Fresno, en Californie. Albert Burns était tragiquement mort la semaine précédente lors d'une course à Toledo, dans l'Ohio. Indian avait alors accepté de laisser Petrali faire un essai sur une machine préparée en Californie pour Burns, car elle n'aurait pas été utilisée. Petrali, qui n'avait que 17 ans à l'époque, menti sur son âge et s'inscrivit à la course qui rassemblait toutes les stars du jour. Jamais à court de confiance en lui et nullement impressionné par la concurrence, il s’attendait à remporter son premier grand prix. Ce qu'il faillit bien réussir à faire. Jud Carriker, le responsable des courses chez Indian de la côte Pacifique, pensait que le moment était bien choisi pour expérimenter l’utilisation d'alcool dans les moteurs de compétition. Alors que Petrali allait devenir le premier pilote à faire une course avec une machine fonctionnant à l'alcool, les réglages de carburation totalement intuitif s'avérèrent mauvais. Cela ne posait aucun problème pour Carriker car, pensant utiliser Petrali en tant que pilote d'essai, il aurait plus tard le temps d'affiner les réglages. Pour Petrali, au contraire, il s'agissait d'un désastre. Il voulait avoir une chance de gagner la course et ne pas être simplement utilisé comme cobaye. En fin de compte Carriker trouva rapidement comment régler la moto avec l'alcool. Au moment de la course, Petrali avait une machine très rapide. Son seul obstacle restait la legendaire équipe Harley-Davidson, la Wrecking Crew, qui le contint pendant presque toute l’épreuve. Désespérant de trouver un moyen de contourner ses adversaires, Petrali retarda l'allumage de sa moto, la faisant ralentir, puis baissa les yeux, simulant un problème. Les coureurs Harley baissèrent leur garde et dans le dernier tour, Petrali remporta la deuxième place. C'était son premier résultat dans une course majeure et ce jeune coureur de 17 ans méritait le respect des vedettes. Finalement la course de Fresno ne s’avéra pas être la percée tant espérée par Petrali. Il continua à se battre pendant encore quelques années, subissant une vague de malchance en cours de route.

### Période Harley-Davidson
Le tournant de sa carrière arriva finalement le 4 juillet 1925 à Altoona, en Pennsylvanie. La piste de course de plus d’un kilomètre était le site du championnat AMA des 100 milles de cette année. Indian avait promis à Petrali de participer à la course, mais quand il arriva en ville, il découvrit que sa moto n’était pas là. Il attendit en vain toute la nuit à la gare sa moto qui avait été expédié par erreur à Pittsburgh. Le lendemain matin, Petrali retourna sur la piste, fatigué, découragé et résigné à n'être qu'un spectateur. Il eut une chance inespérée lorsque la star de Harley-Davidson, Ralph Hepburn (membre historique du team HD et surnommé « Wrecking Crew »), eut un accident à l'entraînement, se blessant suffisamment à la main  pour l'empêcher de courir. Hepburn proposa à Petrali de lui prêter sa moto à condition de partager le prix s'il gagnait. Celui-ci accepta et prit part à la compétition. Pendant la course, Eddie Brinck eu des problèmes mécaniques sur son racer Harley-Davidson et perdit quelques tours. Quand il revint en piste, il mit les gaz dans l'espoir de récupérer les tours perdus. Ne le sachant pas, Petrali vit Brinck le dépasser et se cala sur son rythme. Alors que la course touchait à sa fin, Hepburn, au bord de la piste constatant que Petrali avait une sérieuse avance, lui signala de ralentir. Petrali continua pourtant à suivre le rythme élevé de Brinck et, lorsque le drapeau à damier tomba, il pensa que c'était pour Brinck. Il ne savait pas, jusqu’à ce qu’il rentre dans les stands, qu’il avait gagné la course. Sa vitesse moyenne de 161,51 km/h est un record sur une piste de 100 milles qui n'a jamais été battu. Comme convenu il partagea les 1 000 dollars du prix avec Hepburn et se dépêcha d'aller à la gare prendre le premier train pour Kansas City où il travaillait dans un magasin appartenant à Al Crocker (fondateur de Crocker Motorcycles (en)). Lorsque Harley-Davidson entendit parler de la victoire de Petrali, ils décidèrent de l'engager. Le problème était que personne ne savait comment le joindre. Harley-Davidson informa alors tous ses revendeurs qu'elle cherchait Petrali. Après plusieurs jours il fut retrouvé en train de travailler sur des motos à l’arrière du magasin de Crocker. Il se retrouva ainsi chez Harley-Davidson presque avant de pouvoir se laver les mains. 
Petrali prouva rapidement que sa victoire d'Altoona n’était pas un hasard en remportant trois titres nationaux (les championnats des 10, 25 et 50 milles pour les moteurs 61 pouces) le 7 septembre 1925 sur le circuit de Laurel, dans le Maryland, établissant un nouveau record. Alors que les journalistes sportifs de l'époque se disputaient encore pour savoir comment épeler son nom et savoir exactement d'où il venait, Petrali se trouva soudainement couronné champion national. À partir de ce moment là, il entama sa domination en tant que pilote moto durant dix années. Il roula pour Harley-Davidson jusqu'à ce que la firme de Milwaukee décide en 1926 de se retirer temporairement de la compétition.

### Période Excelsior
Libéré par Harley-Davidson, il persuada Ignaz Schwinn, le fabricant des fameuses bicyclettes, de relancer la marque de motos Excelsior dans la compétition. Il aida la compagnie à concevoir plusieurs moteurs de course qui s'avérèrent être un grand succès entre les mains de talentueux pilotes. Fait unique, Schwinn accepta de laisser Petrali piloter sa propre Harley-Davidson sur des pistes où il pensait qu'elle était plus compétitive que ses propres modèles. Petrali remporta ainsi deux titres nationaux en 1926 sur Harley-Davidson. En 1927, il remporta pour Excelsior son premier championnat des 10 km AMA sur piste de terre devant les pilotes Harley sur le Milwaukee Mile. 1927 fut cependant une année noire. Eddie Brinck s'écrasa juste devant lui lors d'une course sur piste de 800 mètres à Springfield, dans le Massachusetts. Petrali heurta la machine de Brinck et fut projeté à cinq mètres dans les airs. Brinck succomba à ses blessures à l'hôpital cette nuit-là tandis que Petrali aurait, selon les médecins, des difficultés à se rétablir. Il était si mal en point qu'en désespoir de cause son médecin autorisa un stagiaire à effectuer une greffe sur la lèvre de Petrali. Un grand lambeau arraché retrouvé parmi les débris de la piste fut ramené précipitamment à l’hôpital pour lui être greffé. Petrali se rétablit progressivement et revint à la compétition moins d'un an plus tard .

### Big Bertha et Hill-Climbing
Petrali commença son aventure en Hill-Climbing en 1929, remportant les championnats nationaux sur des Excelsior de 45 et 61 po3 à Muskegon, Michigan. La grosse Excelsior de 61 po3 (1 000 cm3) construit sur mesure par Petrali était affectueusement surnommé « Big Bertha ». À son guidon il devint le premier pilote à franchir de nombreuses collines historiques du circuit. Malheureusement le début de la Grande Dépression frappa de plein fouet  Excelsior et la société cessa sa production au début de l’année 1931. Petrali reçut un appel téléphonique de Milwaukee et fut immédiatement réengagé par Harley-Davidson .

### Retour chez Harley-Davidson
La saison 1931 s’avéra exceptionnelle. Cette année-là, il remporta huit des 16 championnats nationaux AMA sur pistes en terre et en hill-climbing. La saison suivante, en 1932, il fut distingué comme le seul pilote de l’histoire de l’AMA à remporter à la fois les championnats nationaux de courses sur piste et en hill-climbing. Il répéta cet exploit en 1933, 1935 et 1936. Petrali était arrivé au sommet au début des années trente. Il gagnait avec une telle régularité que les courses devenaient quelque peu ennuyeuses et rendait le résultat rarement incertain. De mai à août 1935, sur son Harley-Davidson peashooter, Petrali remporta toutes les épreuves nationales de classe A, soit 10 courses consécutives, et battit quatre records. Pendant cette période incroyable, Petrali se maria en 1933 et eut plus tard un fils, David. En 1937, Petrali, alors âgé de 33 ans, commença à réduire son engagement en course. Il gagnait toujours, mais les courses en classe A disparaissaient rapidement. La classe C balayait le pays et, comme le voyait Petrali, le changement n’était pas pour le mieux. Au lieu d'une piste remplie de pilotes professionnels chevronnés ayant passé des années à atteindre le sommet du sport sur des motos d'usine, il y avait maintenant des amateurs sur la piste. Et il n'était pas pressé de se retrouver au milieu de ces jeunes pilotes féroces qui se faisaient concurrence sur de lourdes motos de série .

### Record et dernier titre
Avec l'aide de Hank Syvertsen, le spécialiste vitesse chez Harley-Davidson, Petrali construisit un Knucklehead 1 000 cm3 Model E profilé avec double carburateurs jumelés, taux de compression plus élevé, cames et magnéto spéciales et rapports de boite allongés. Le 13 mars 1937, à Daytona Beach, lors du premier run, la moto se mit à vibrer de façon importante alors que Petrali s'approchait des 160 km/h. Revenant à son point de départ, il demanda que la partie arrière du carénage soit enlevée, puis repartit et battit le record de vitesse du mile à 219,165 km/h. Ce record tint 11 ans jusqu'à ce que Rollie Free finisse par le battre le 13 septembre 1948 sur une Vincent HRD à Bonneville avec une vitesse de 241,905 km/h. La même année, Petrali remporta son 49e et dernier titre national AMA le 29 août 1937 sur l'épreuve nationale de Hill-Climbing à Muskegon, Michigan. La dernière course de Petrali eut lieu à l’Oakland 200 en novembre 1938. Ce fut sa seule et unique incursion dans la catégorie C sur la piste d'un kilomètre en terre battue. Les motos glissaient dans tous les sens et Petrali faillit être renversé à plusieurs reprises. Il quitta la piste et raccrocha pour toujours. Le dernier grand champion de catégorie A s'était définitivement retiré .

### L'après compétition
La vie de Petrali après la compétition fut aussi intense que ses années sur les pistes. Il entra dans l’aviation et travailla pour Howard Hughes. Le 2 novembre 1947 au large de Long Beach, il fut l’ingénieur en vol du seul et unique vol du « Spruce Goose », le plus grand hydravion au monde imaginé par Howard Hughes. Durant son temps perdu, il devint chef d'équipe pour l'Indianapolis 500. Il travailla également pour son propre organisme, le United States Auto Club, chargé de la vérification des runs et des consommations. Petrali était chargé des certifications de record de vitesse sur le célèbre lac salé de Bonneville dans les années 1960. Finalement, Petrali élut domicile dans la région de Los Angeles. Il fit souvent des conférences sur le thème des anciennes courses pour des clubs de motos. Il était également célèbre pour avoir toujours sa carte de l’AMA qui l’identifiait comme membre à vie de l'AMA avec le numéro 1.

### Disparition
Petrali est décédé sur la route de Casa Grande, en Arizona, d'une crise cardiaque le 10 novembre 1973, alors qu'il dirigeait une épreuve d'économie pour Buick.

## Origine de son surnom
Le pseudo de « Smokey » ou « Smokin' » à pour origine le fait qu’il était toujours en tête des courses et que les autres pilotes ne pouvaient voir que le panache de ses gaz d’échappement .

## Reconnaissance
- intronisé à l'International Motorsports Hall of Fame (1992)
- intronisé au National Italian American Sports Hall of Fame (2006)
- une statue a son effigie trône a l’entrée du musée Harley-Davidson à Milwaukee. Cette statue intitulée « By the Horns » (connu aussi comme « the Hill Climber ») est l’œuvre de l’artiste américain Jeff Decker (en).